# Kralovice

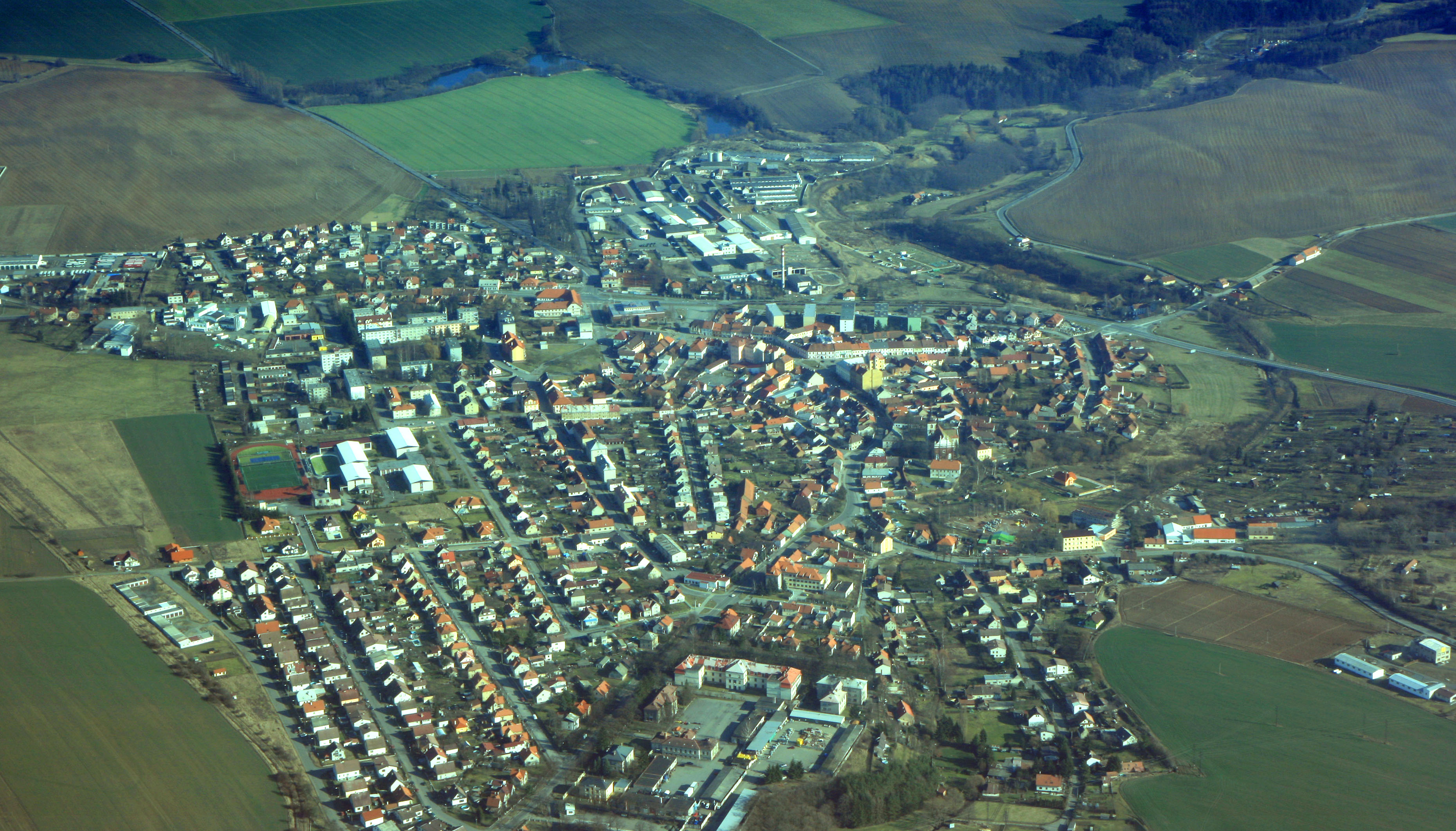
Luftbild Kralovice (2007)

Kralovice (deutsch Kralowitz) ist eine Stadt in Tschechien. Sie befindet sich 23 Kilometer südwestlich von Rakovník im Rakonitzer Hügelland und gehört zum Plzeňský kraj.

## Geographie
Die Stadt befindet sich auf einer Hochfläche am linken Ufer des Kralovický potok. Durch Kralovice führt die Staatsstraße 27 von Pilsen nach Žatec, die sich im Ort mit der 201 zwischen Manětín und Zvíkovec kreuzt und von der die 229 nach Rakovník abzweigt. Kralovice befindet sich an der Eisenbahnstrecke Mladotice–Rakovník, die im Abschnitt Kralovice–Mladotice nur im Busverkehr betrieben wird.
Nachbarorte sind Vysoká Libyně, Hubenov und Hradecko im Norden, Kožlany im Nordosten, Dřevec, Hodyně und Buček im Südosten, Výrov und Hadačka im Südwesten, Mariánský Týnec, Trojany und Bukovina im Westen, Olšany und Sedlec im Nordwesten.

## Geschichte
Die erste urkundliche Erwähnung von Kralovice erfolgte 1183, als Herzog Friedrich das Marktdorf dem Kloster Plasy überließ. 1283 erfolgte die Erhebung zum untertänigen Städtchen. 1547 erhielt Kralovice durch Ferdinand I. die vollen Stadtrechte.
Besitzer der Herrschaft Kralovice waren die Adelsfamilien Kolowrat, Griespek von Griespach und Metternich. Nach der Ablösung der Patrimonialherrschaften wurde Kralowitz 1850 zur Bezirksstadt und verlor diesen Status 1949 wieder.

## Ortsgliederung
Die Stadt Kralovice besteht aus den Ortsteilen Bukovina (Bukowina), Hradecko (Hradetzko), Kralovice (Kralowitz), Mariánský Týnec (Maria Teinitz), Řemešín (Remeschin) und Trojany (Trojan).

## Sehenswürdigkeiten
- Ehemalige Propstei und Wallfahrtskirche Mariánská Týnice
- Westlich der Stadt liegen die Reste der Feste Šebíkov

## Söhne und Töchter der Stadt
- Andreas Troyer (1648–1699), Abt des Klosters Plasy
- Marie Uchytilová-Kučová (1924–1989), tschechische Bildhauerin